# Bukit (Talang Empat)
Bukit is een bestuurslaag in het regentschap Midden-Bengkulu van de provincie Bengkulu, Indonesië. Bukit telt 735 inwoners (volkstelling 2010).